# Hunters Hill
Hunters Hill är en del av en befolkad plats i Australien. Den ligger i kommunen Hunter's Hill och delstaten New South Wales, i den sydöstra delen av landet, nära delstatshuvudstaden Sydney. Antalet invånare är 9 024.
Runt Hunters Hill är det mycket tätbefolkat, med 3 757 invånare per kvadratkilometer.. Närmaste större samhälle är Sydney, nära Hunters Hill. 
Runt Hunters Hill är det i huvudsak tätbebyggt. Genomsnittlig årsnederbörd är 1 380 millimeter. Den regnigaste månaden är februari, med i genomsnitt 200 mm nederbörd, och den torraste är juli, med 36 mm nederbörd.